# Ulrich I. (Mecklenburg-Stargard)
Ulrich I., Herzog zu Mecklenburg-Stargard (* vor 1382; † 8. April 1417) war von  1392/1393–1417  Herzog zu Mecklenburg-Stargard, ab 1408 Herr zu Neubrandenburg, Stargard, Strelitz und Wesenberg (mit der Lize).

## Familie
Er war Kind aus der dritten Ehe des Herzogs Johann I.  und seiner Frau Agnes.

## Biographie
Ulrich I. wurde wahrscheinlich vor 1382 geboren und regierte erst gemeinsam mit seinen Brüdern Johann II. und Albrecht I  († 1397). Im Jahr 1408 teilte er mit seinem Bruder Johann das Land und bekam Neubrandenburg, Burg Stargard, Strelitz und Wesenberg (mit der Lize). Ersteres machte er zu seiner Residenz. Am 19. März 1417 soll er auf der Burg zu Strelitz sein Testament gemacht haben und starb drei Wochen später am 8. April 1417. Es gab das Gerücht, dass er Gift bekommen habe. Ulrich I. soll dann zu Wanzka beerdigt worden sein. Dies erscheint glaubwürdig, da seine einzige Tochter Äbtissin im Kloster war. Er war mit Margaretha, Tochter des Herzogs Swantibor I. (III.) von Pommern-Stettin,  verheiratet.

## Nachkommen
1. Anna, Äbtissin im Kloster Wanzka
2. Albrecht II., Herzog zu Mecklenburg-Stargard[-Neubrandenburg] (1417–1423)
3. Heinrich, der Hagere, Herzog zu Mecklenburg-Stargard[-Neubrandenburg] (1417–1436), ab 1438 zu Mecklenburg-Stargard, 1436 Miterbe des Fürstentums Werle-Güstrow